# Home Economics (série de televisão)
Home Economics é uma série de televisão americana desenvolvida por Michael Colton e John Aboud que estreou na ABC em 7 de abril de 2021 fazendo parte do meio da temporada na temporada de televisão de 2020–21. Em maio de 2021, a série foi renovada para pra segunda temporada, lançada em 22 de setembro de 2021.

## Premissa
Inspirada na vida do co-criador Michael Colton, Home Economics mostra o relacionamento comovente, mas superconfortável e às vezes frustrante entre três irmãos adultos: um em 1 por cento, um de classe média e um que mal consegue se segurar.

## Elenco

### Principal
- Topher Grace como Tom
- Caitlin McGee como Sarah
- Jimmy Tatro como Connor
- Karla Souza como Marina
- Sasheer Zamata como Denise
- Shiloh Bearman como Gretchen
- Jordyn Curet como Shamiah
- JeCobi Swain como Kelvin
- Chloe Jo Rountree como Camila
- Lidia Porto como Lupe (segunda temporada; recorrente primeira temporada)

### Recorrente
- Nora Dunn como Muriel
- Phil Reeves como Marshall Hayward

## Episódios
| Temporada | Temporada | Episódios | Episódios | Originalmente exibido  | Originalmente exibido |
| Temporada | Temporada | Episódios | Episódios | Estreia da temporada   | Final da temporada    |
| --------- | --------- | --------- | --------- | ---------------------- | --------------------- |
|           | 1         | 7         | 7         | 7 de abril de 2021     | 19 de maio de 2021    |
|           | 2         | 22        | 22        | 22 de setembro de 2021 | ASA                   |

### 1.ª temporada (2021)
| N.º na série | N.º na temp. | Título original                                             | Dirigido por    | Escrito por                 | Exibição original   | Audiência (milhões) |
| ------------ | ------------ | ----------------------------------------------------------- | --------------- | --------------------------- | ------------------- | ------------------- |
| 1            | 1            | "Pilot"                                                     | Dean Holland    | Michael Colton & John Aboud | 7 de abril de 2021  | 3,11                |
| 2            | 2            | "Mermaid Taffeta Wedding Dress, $1,999"                     | Dean Holland    | Michael Colton & John Aboud | 14 de abril de 2021 | 2,92                |
| 3            | 3            | "Bounce House Rental, $250"                                 | Gail Mancuso    | Seamus Kevin Fahey          | 21 de abril de 2021 | 2,63                |
| 4            | 4            | "Triple Scoop of Ice Cream, $6.39"                          | Randall Winston | Michael Colton & John Aboud | 28 de abril de 2021 | 2,46                |
| 5            | 5            | "35% of Allied Harness and Sling LTD, $3,000,000"           | Randall Winston | Julieanne Smolinski         | 5 de maio de 2021   | 2,20                |
| 6            | 6            | "The Triangle Shirtwaist Fire: An Oral History (Used), $11" | Gail Mancuso    | Jess Pineda                 | 12 de maio de 2021  | 2,32                |
| 7            | 7            | "Opus Cabernet, 2015, $500"                                 | Rebecca Asher   | Ashly Perez                 | 19 de maio de 2021  | 2,32                |

### 2.ª temporada (2021)
| N.º na série | N.º na temp. | Título original                                 | Dirigido por    | Escrito por                 | Exibição original      | Audiência (milhões) |
| ------------ | ------------ | ----------------------------------------------- | --------------- | --------------------------- | ---------------------- | ------------------- |
| 8            | 1            | "49ers Foam Fingers, $7"                        | Dean Holland    | Michael Colton & John Aboud | 22 de setembro de 2021 | 2,21                |
| 9            | 2            | "Chorizo with Mojo Verde and Chicharrón, $45"   | Randall Winston | Tucker Cawley               | 29 de setembro de 2021 | 2,14                |
| 10           | 3            | "Bottle Service, $800 Plus Tip (25% Suggested)" | Matt Sohn       | Julieanne Smolinsk          | 6 de outubro de 2021   | ASD                 |
| 11           | 4            | "Windmount Academy, $42,000/Year"               | Jude Weng       | Jason Belleville            | 13 de outubro de 2021  | ASD                 |
| 12           | 5            | "Giant Jenga, $120"                             | Ryan Case       | Kriss Turner Towner         | 20 de outubro de 2021  | ASD                 |

## Produção

### Desenvolvimento
Em 25 de outubro de 2018, foi anunciado que a Fox havia colocado o projeto em desenvolvimento com um compromisso de script e uma penalidade anexada. Em 13 de fevereiro de 2020, a ABC deu um pedido piloto à produção. O piloto foi escrito por Michael Colton e John Aboud. Em 8 de dezembro de 2020, a ABC deu uma ordem à série Home Economics. Foi desenvolvida por Colton e Aboud, que serão como produtores executivos ao lado de Topher Grace, Grace Tannenbaum, Eric Tannenbaum e Kim Tannenbaum. Em 14 de maio de 2021, a ABC renovou a série para segunda temporada. Em 26 de outubro de 2021, a segunda temporada recebeu um pedido de 9 episódios adicionais.

### Seleção de elenco
Em 14 de fevereiro de 2020, Topher Grace foi escalado como um dos protagonistas de Home Economics. Em 16 de julho de 2020, Caitlin McGee, Karla Souza e Sasheer Zamata se juntaram ao elenco principal. Após o anúncio de ordem da série, Jimmy Tatro, Shiloh Bearman, Jordyn Starr Curet, Chloe Jo Rountree e JeCobi Swain foram escalados para o elenco principal.

### Filmagens
A série começou a ser filmada em 1 de fevereiro de 2021 em Los Angeles, Califórnia.

## Lançamento
A estreia da série ocorreu em 7 de abril de 2021. A segunda temporada foi lançada em 22 de setembro de 2021.

## Recepção
No Rotten Tomatoes, a série possui um índice de aprovação de 90% com base em 10 análises críticas, com uma classificação média de 7/10. No Metacritic, ele tem uma pontuação média ponderada de 64 de 100 com base em 6 análises críticas, indicando "análises geralmente favoráveis".
Dave Nemetz, da TVLine, analisou o primeiro episódio, chamando-o de "um relógio arejado com uma energia de hangout casualmente maluca, e atinge alguns assuntos delicados sem se aprofundar muito neles... Às vezes é difícil falar sobre dinheiro, mas a economia doméstica  a tripulação encontra uma maneira de torná-lo quase divertido."